# Stazione di Londra Victoria
La stazione di Londra Victoria (in inglese: London Victoria station) è una stazione ferroviaria di Londra situata nella Città di Westminster.

## Storia
La stazione nasce per la Grande Esposizione del 1851, quando fu creata la linea ferroviaria West End of London and Crystal Palace Railway, per servire il sito dell'esposizione, che venne trasferita a Sydenham da Hyde Park. Il termine di questa linea si trovava presso Stewarts Lane a Battersea sulla sponda sud del Tamigi. Nel 1858 ci fu un'unione di linee, che portò alla realizzazione della Victoria Station and Pimlico Railway, il cui tracciato era di 2 km (1,25 miglia) ed arrivava dall'altra parte del fiume. La linea era gestita e posseduta da quattro compagnie: la Great Western (GWR); la London & North Western (LNWR); la London, Brighton and South Coast (LBSCR) e la London, Chatham and Dover Railways (LCDR). Furono fuse tra loro con un atto del Parlamento nel 1858.
La stazione, aperta nel 1862, era divisa in due: la parte occidentale, occupata dalla compagnia LBSCR, aveva sei marciapiedi, 10 binari ed un hotel da 300 stanze, il Grosvenor; un edificio di legno era invece occupato dalla LCDR. La parte orientale aveva nove binari a scartamento maggiore e vi arrivavano i treni della GWR da Southall via Chelsea. La GWR rimase proprietaria di questa parte della stazione fino al 1932, quando i suoi treni cessarono di essere usati. Ogni parte della stazione aveva una propria entrata e capistazione separati; un muro tra le due sezioni enfatizzava la cosa.

## Simbolo
Molte grandi stazioni di Londra posseggono un simbolo, compreso in un cerchio, che rimanda più o meno al nome dello scalo stesso: Quello di Victoria rappresenta una silhouette stilizzata del profilo della regina omonima, per alcuni versi simile al logo ("Marianne") della Repubblica Francese, con una V che chiude l'immagine (disegno bianco in campo blu).

## Movimento

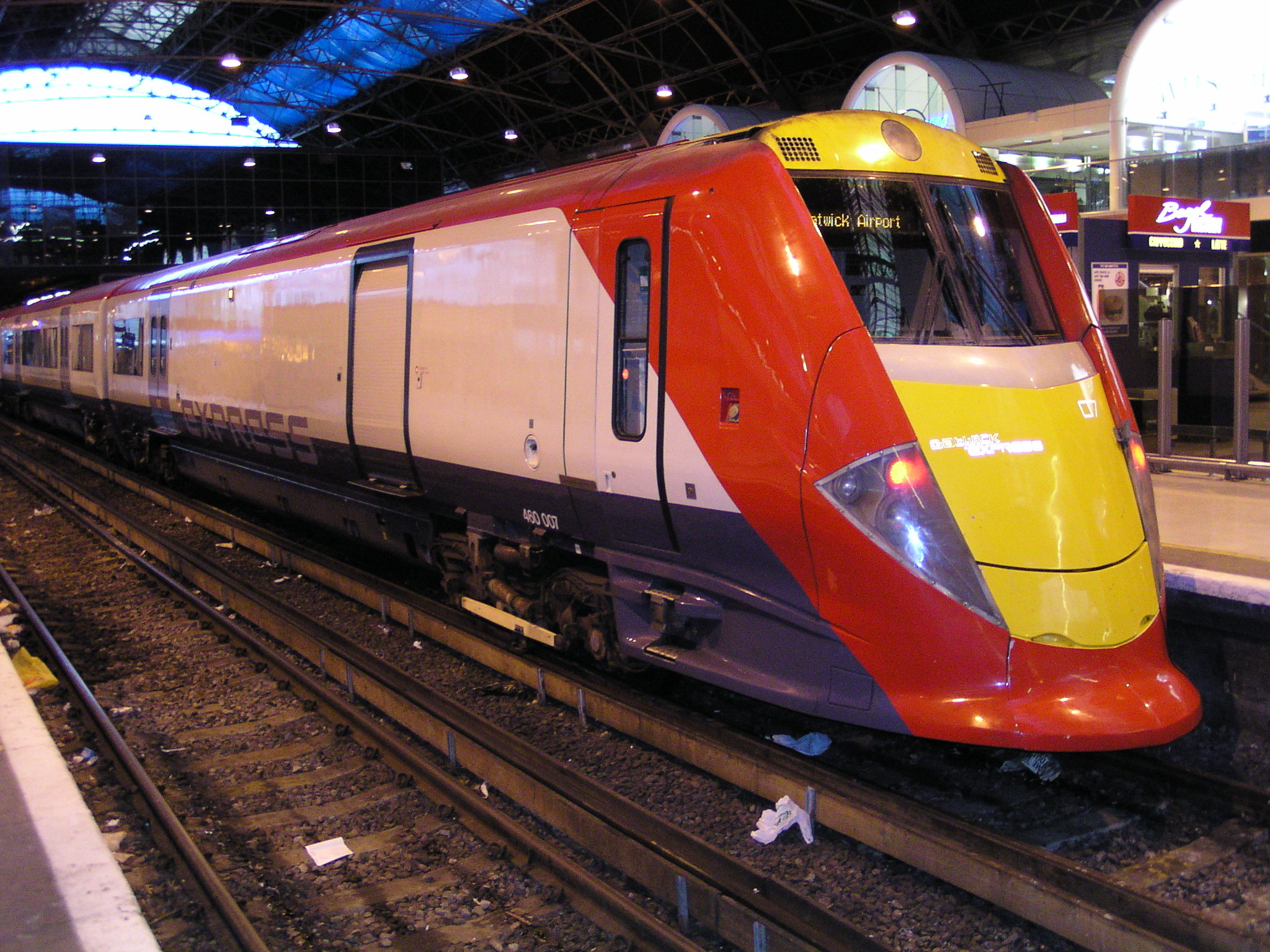
Il Gatwick Express all'interno della stazione

La stazione serve principalmente il sud-est dell'Inghilterra, con svariate corse suburbane. I binari dall'1 all'8 servono la contea del Kent; quelli dal 9 al 19 il Surrey ed il Sussex, compresa la città di Brighton e l'aeroporto di Londra-Gatwick, tramite un servizio cadenzato di corse ferroviarie (circa ogni 20 minuti), chiamato Gatwick Express.
Storico terminale dell'Orient Express, è oggi capolinea (al binario 2) di un servizio ferroviario simile, gestito da una compagnia privata (V.S.O.E., Venice Simplon Orient Express) di treni di lusso. Da marzo a novembre la compagnia (oltre a servire Londra), serve città come Parigi, Roma, Venezia, Vienna, Praga, Budapest ed Istanbul.
La Stazione di Londra Vittoria fu anche il terminale della Valigia delle Indie (Indian Mail), che permetteva di giungere alla stazione di Bombay Victoria Terminus passando prima del 1871 per la Francia e in seguito per l'Italia, dove percorreva la Ferrovia Adriatica.